# Aloe maculata
Aloe maculata All., 1773 è una pianta succulenta appartenente alla famiglia delle Asfodelacee, originaria del Sudafrica e del Lesotho.

## Descrizione
Foglie
Lanceolate, di colore verde con macchie biancastre e margini dentati
Fiori
Il fiore parte mediamente dal centro della pianta, è di colore arancio.
La fioritura va da giugno a settembre.
Radici
Se coltivata in vaso tende ad occupare velocemente tutto lo spazio disponibile, in piena terra produce profonde radici, dalle quali non di rado anche a qualche metro di distanza dalla pianta madre fuoriescono dal terreno altre piantine.

## Distribuzione e habitat
È una specie diffusa in tutto il territorio sudafricano ed in Lesotho anche se, per opera dell'uomo, risulta introdotta in diversi altri Paesi.

## Coltivazione
La riproduzione può avvenire :
- da seme, consiste nel prelevare i semi maturi prodotti dai fiori e porli a dimora in un apposito semenzaio oppure in un contenitore con della torba e ricoperto di pellicola trasparente per preservare l'umidità;
- da talea, si può prelevare una porzione di foglia e metterla in un vaso con terriccio e sabbia in parti uguali;
- da stolone, è il metodo più semplice e più veloce, consiste nel prelevare le piantine generate dalla pianta madre e porle a dimora altrove.